# Galafi
Galafi est un village de la république de Djibouti située dans la région de Dikhil.

## Géographie
C'est un poste administratif à la frontière entre Djibouti et l'Éthiopie sur la route N1 créée en 1975 et ouverte à cet endroit en 1991 (après la chute du régime militaire éthiopien) pour relier les deux pays.
Galafi compte 1 849 habitants (ancien recensement, nouveau recensement en cours en 2009).
Galafi est un village AFAR situee dans la region de DIKHIL.